# خانواده ناشناس
خانواده ناشناس (فرانسوی: Famille-sans-nom‎) یک رمان به زبان فرانسوی اثر ژول ورن می‌باشد. که در سال ۱۸۸۹ منتشر شد. این کتاب سرگذشت خانواده ای در استان کبک کانادا می‌باشد.